# SadSvit

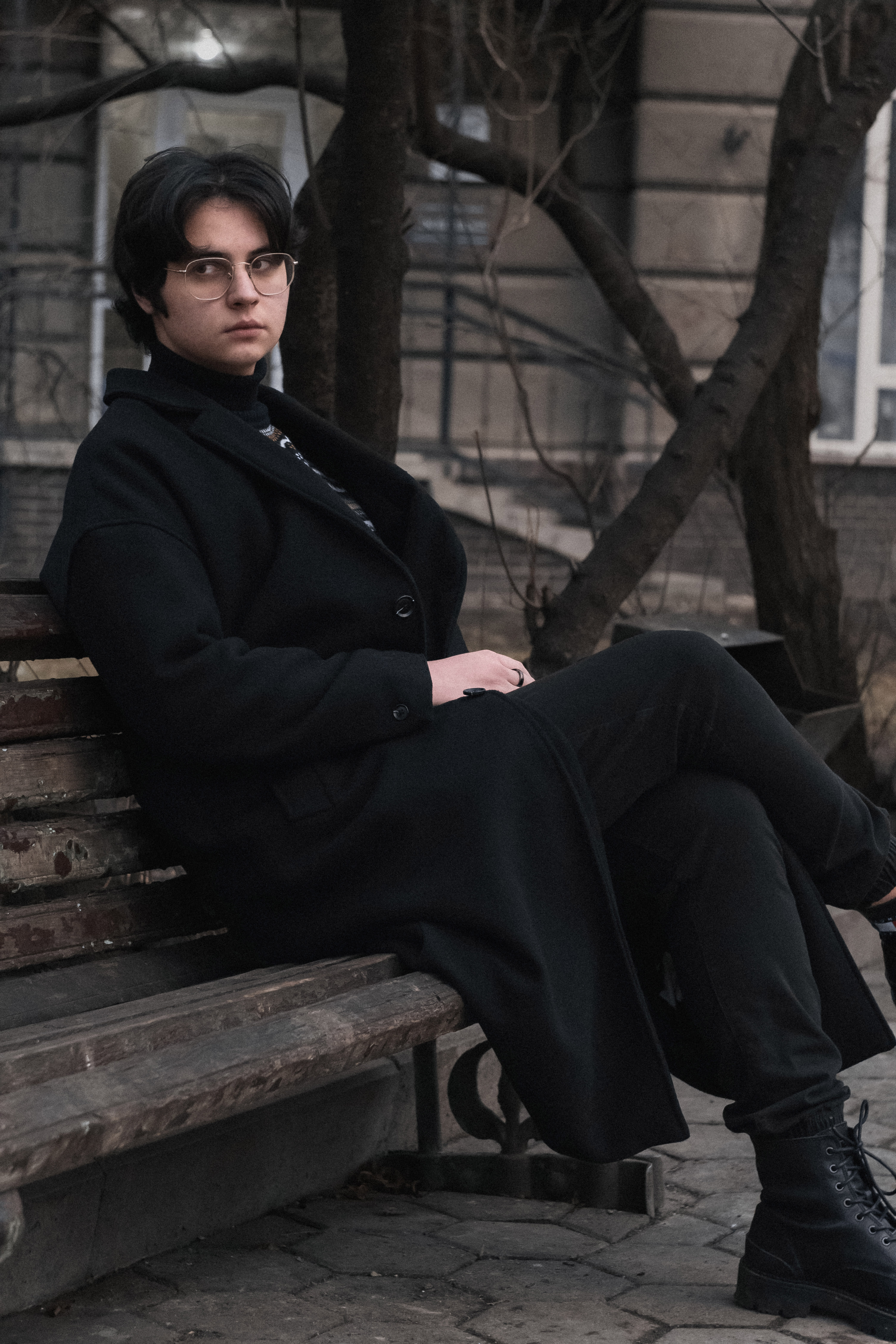
SadSvit (2022)

SadSvit (bürgerlich Bohdan Roswadowskyj, ukrainisch Богдан Розвадовський, * 1. Mai 2004 in Iwano-Frankiwsk) ist ein ukrainischer Synthiepop-Künstler und Singer-Songwriter. Sein Künstlername ist aus dem englischen Wort „Sad“ (traurig) und der englischen Transliteration des ukrainischen Wortes „Світ“ (Welt) zusammengesetzt.

## Biografie
Er begann im Alter von 13 Jahren Musik zu machen, als er FL Studio herunterlud. Er schreibt, nimmt auf, mischt und mastert die Musik zu Hause selbst. 2020 präsentierte er seine ersten Post-Punk-Solowerke. Er entschied sich für dieses Genre, weil er in der Ukraine niemanden kannte, der damit gearbeitet hat, und wenn es überhaupt etwas gab, dann waren es russischsprachige Inhalte. 2021 erschien sein erstes Album Cassette. Das darin enthaltene Lied Molodist (Jugend) ging auf TikTok viral. Er begann ein Studium an der juristischen Fakultät der Nationalen Wassyl-Stefanyk-Universität der Vorkarpaten. Wegen des Russischen Überfalls auf die Ukraine zog er nach Wien um.
Mitte April 2022 wurde ein Video mit dem Titel Verteidiger Mariupols auf dem YouTube-Kanal der Brigade Asow veröffentlicht. Es zeigte zusammengeschnittenes Filmmaterial von Kampfhandlungen, das mit Roswadowskyjs Lied Kasseta unterlegt war. Danach kam es auf den 7. Platz in der Liste der 200 beliebtesten Lieder der Ukraine und an die Spitze der Viral-Liste auf Spotify. Außerdem kam es an die Spitze der Top 200-Charts auf Shazam. Auf Apple Music erlangte es den 31. Platz der „Top-100 in der Ukraine“-Charts. Das Lied wurde auch über beliebte Telegram-Kanäle verbreitet, darunter den von Oleksij Arestowytsch. Die Anzahl von Roswadowskyjs Followern auf Instagram stieg um das 3- bis 4-fache. Er gewann ein Publikum in der gesamten Ukraine sowie im Ausland, insbesondere Amerika und Litauen.
2022 belegte Roswadowskyj in der Top 10 der beliebtesten ukrainischen Künstler auf Spotify den neunten Platz. Er gab mehrere Konzerte im Ausland: 2022 und 2023, darunter eine Konzerttournee in drei Städten in Litauen, in Warschau und Krakau, und 2024 in Prag und im SO36 in Berlin. Einen Teil des Geldes aus seiner Musik überweist er an die ZSU.

## Diskografie

### Alben
- 2021: Cassette
- 2021: 20&21
- 2023: Неонова мрія
- 2024: Цвіт магнолії

### Singles (Auswahl)
| - 2021: Наосліп (mit Sad Novelist) - 2021: Світло (mit Sad Novelist) - 2021: Танці (mit Sad Novelist) - 2021: Касета - 2021: Молодість - 2021: Прощавай (mit Kuaskio) - 2021: Ніч - 2021: Літо - 2021: Дискотека - 2021: Вдома Не Буду (mit Стул Сталина) - 2022: Двоє - 2022: Небо - 2022: Персонажі | - 2022: Світанок - 2022: Додому (mit Джозерс & Sad Novelist) - 2022: Квартали (mit Мія Рамарі) - 2022: Була весна (mit Паліндром) - 2022: Силуети (mit Структура Щастя) - 2023: Пам'ятай свій дім - 2023: Останній день - 2023: Твоя душа (mit ARCHEZ) - 2023: Автомагістралі (mit Lely45) - 2023: Дотики (mit Golubenko) - 2023: Квіти - 2024: Той хто пісню грав - 2024: Що якщо (mit Do Sliz) |